# تشارلي وليامز (لاعب كرة قدم أمريكية)
تشارلي وليامز (بالإنجليزية: Charlie Williams)‏ هو لاعب كرة قدم أمريكية أمريكي، ولد في 2 فبراير 1972 في ديترويت في الولايات المتحدة.

## وصلات خارجية
- تشارلي وليامز على موقع مرجع كرة القدم المحترفة.كوم (الإنجليزية)